# Київська оборонна операція (1943)
Київська оборонна операція (1943) (13 листопада — 22 грудня 1943) — фронтова оборонна операція радянських військ 1-го Українського фронту (командувач генерал армії Ватутін М. Ф.), що була частиною битви за Київ під час німецько-радянської війни. Операція проводилася з метою відбиття контрнаступу німецьких військ на київському напрямку після успішного вигнання нацистських окупантів зі столиці України радянськими військами.

## Історія
У першій половині листопада в ході Київської наступальної операції 1943 року війська 1-го Українського фронту (13-та, 60-та, 38-ма, 40-ва, 27-ма, 3-тя гвардійська танкова і 2-га повітряна армії) під командуванням генерала армії Миколи Федоровича Ватутіна вийшли на лінію Чорнобиль, Малин, Житомир, Фастів, Стайки, глибоко вклинившись в оборону противника на стику груп армій «Центр» і «Південь» та створивши великий плацдарм на правому березі Дніпра.
Командування Вермахту вирішило контрнаступом відновити оборону по Дніпру і з цією метою спланувало оточення та знищення житомирського угруповання військ Червоної армії та надалі розвивати наступ на Київ. Головний удар завдавався з півдня, з району південно-західніше Фастова на Брусилів, другий — з району північно-західніше Житомира на Радомишль. До контрнаступу залучалися 15 дивізій (у тому числі 7 танкових і 1 моторизована) 4-ї танкової армії Вермахту.
Ставка ВГК своєчасно розкрила задум ворога. Встановивши зосередження основного танкового угруповання противника на південь і південний захід від Фастова, 12 листопада вона наказала командувачу фронтом тимчасово призупинити наступ на захід від Житомира і не допустити прориву противника в напрямку Фастів, Київ. З 13 листопада війська фронту своїм центром і лівим крилом проводили оборонну операцію, а правим крилом (13-та і 60-та армії) продовжували наступ. Вже з 8 листопада противник почав сильні контратаки у напрямках Трипілля, Фастів, Корнин, а 15 листопада, коли радянські війська ще не завершили підготовку оборони, противник влаштував контрнаступ на широкому фронті від Житомира до Фастова, прагнучи вийти на шосе Житомир — Київ.
Під натиском німецьких військ, що значно переважали сили тих, хто оборонявся, з'єднання 38-ї армії змушені були відступити на північ. Під загрозою оточення виявився лівий фланг 60-ї армії. 17 листопада німецькі війська перерізали східніше міста Коростишів київсько-житомирське шосе і повернули свої танки на Київ. Наступного дня ударами, що сходяться, з півдня і заходу військам супротивника вдалося оточити частину сил 60-ї армії в районі Житомира. 20 листопада вони прорвалися з оточення, залишивши Житомир. 23 листопада 38-ма армія, фланги якої були глибоко охоплені противником, за наказом командувача фронтом залишила місто Брусилів, і відійшли на підготовлений рубіж у 8-10 кілометрах на схід від міста. Командувач фронтом вживав енергійних заходів до відбиття ударів. У район північніше та східніше Брусилова була перегрупована 3-тя гвардійська танкова армія, що відійшла з-під Фастова і зосередився стрілецький корпус 1-ї гвардійської армії, переданий фронту з резерву Ставки. 15-17 листопада з букринського плацдарму були перекинуті на ділянку Фастів—Трипілля 40-ва та частина сил 27-ї армій, здійснювався маневр окремими стрілецькими, танковими, артилерійськими, інженерними з'єднаннями і частинами. Проти танків і піхоти противника на головних напрямках діяли основні сили 2-ї повітряної армії.
25 листопада війська фронту силами трьох стрілецьких корпусів завдали контрудар з району Раївка, Борівка в південному напрямку у фланг Брусилівського угруповання німецьких військ, що наступало уздовж шосе на Київ. Протягом декількох днів тут йшли запеклі зустрічні бої, в результаті яких противник змушений був відмовитися від спроб прориву до Києву найкоротшим шляхом уздовж житомирського шосе.
До 30 листопада фронт тут стабілізувався на рубежі Черняхів, Радомишль, Ставище, Юрівка. У грудні 4-та танкова армія противника двічі намагалася прорватися до Києва в смузі оборони 60-ї армії силами танкових дивізій: 6-14 грудня через району Черняхова і 19-22 грудня через район Коростеня. Обидві ці спроби закінчилися невдачею: війська фронту успішно відбили натиск ворога. На рубежі Ігнатпіль, Мелені, Ставище гітлерівці також були остаточно зупинені.
У результаті майже півторамісячних наступальних дій німецькі війська просунулися на київському напрямку всього на 35-40 кілометрів. Ударне угруповання Вермахту було виснажене і знекровлене. У результаті Київської оборонної операції війська 1-го Українського фронту зірвали плани німецького командування знову опанувати Києвом і відновити свою оборону по Дніпру.